# Jaan Kruusvall
Jaan Kruusvall (* 7. Dezember 1940 in der Gemeinde Palmse, heute Gemeinde Vihula, Kreis Lääne-Viru/Estland; † 3. April 2012) war ein estnischer Schriftsteller.

## Leben und Literatur
Jaan Kruusvall schloss 1971 das Maxim-Gorki-Literaturinstitut in Moskau ab. Er arbeitete danach bei der sowjetestnischen Filmgesellschaft Tallinnfilm. Daneben war er Journalist und Redakteur bei der Zeitung Sirp ja Vasar („Hammer und Sichel“). Von 1981 bis 1987 war er darüber hinaus bei der renommierten estnischen Literaturzeitschrift Looming tätig.
Neben einiger eher lakonischer Kurzprosa hat Jaan Kruusvall vor allem zwei Theaterstücke veröffentlicht. In Pilvide värvid („Die Farbe der Wolken“, 1983) geht es um die Flucht der ländlichen Bevölkerung Estlands am Ende des Zweiten Weltkriegs – eigentlich ein absolutes Tabuthema in der Sowjetunion.
In Vaikuse vallamaja („Das Gemeindehaus des Schweigens“, 1987) setzt sich Kruusvall mit einem ähnlichen Sujet auseinander: der Phase des Neuaufbaus nach dem Zweiten Weltkrieg im sowjetischen Estland und der Sehnsucht, zwischen Massendeportationen der Sowjets und den Partisanenaktionen der Waldbrüder wieder zu einem normalen Leben zurückzufinden.

## Auszeichnungen
Jaan Kruusvall erhielt zweimal den nach Friedebert Tuglas benannte estnischen Literaturpreis.

## Werke (Auswahl)
- Armastuse esimene pool (Novellensammlung, 1973)
- Ma tean mitut inimest (Novellensammlung, 1976)
- Pilvede värvid (Theaterstück, 1983, gedruckt erst 1986)
- Katkendeid elust (Novellensammlung, 1983)
- Vaikuse vallamaja (Theaterstück, 1987)
- Maailmad akna taga (Novellensammlung, 1988)

## Übersetzungen ins Deutsche
- Ruf gen Himmel. Übersetzt von Viktor Sepp (?), in: Estland '78. Tallinn: Perioodika 1978, S. 77–78.
- Ein Blick gen Himmel – Gemischtes Doppel – Der Alte – Der Mann der Berta T. Übersetzt von Helga Viira, in: Das Schauspiel. Neuere estnische Kurzprosa. Ausgewählt von Endel Mallene. Tallinn: Perioodika 1983, S. 93–102
- Allein am Fenster. Übersetzt von Irja Grönholm, in: Ostragehege 2/1997, Nr. 9, S. 10–15.
- Der verrückte Professor (Drama-Auszug). Übersetzt von Irja Grönholm, in: Estonia 1/2002, S. 55–61.
- Hans’ Kindheit III. Übersetzt von Irja Grönholm, in: Lichtungen 2003, S. 59–62.
- Der dumme Leonhard – Der erste Tag des Theatermonats – Hausarrest – Das Erbe – Nebel. Übersetzt von Irja Grönholm, in: Estonia 2007, S. 123–141.

Siehe ferner: Tiborc Fazekas: Berufung und Qual. Gedanken zum literarischen Übersetzen anhand der Übertragungen von Jaan Kruusvalls „Lõhn“, in: Estonia 3/1985, S. 30–35.